# KaleidoKubes
KaleidoKubes è un videogioco rompicapo pubblicato nel 1989-1991 per Apple IIGS, Commodore 64, Mac OS, MS-DOS e Windows 3.x dalla statunitense Artworx. Si basa sull'abbinamento di tessere quadrate multicolore, da cui il titolo che è un gioco di parole tra kaleidoscope (caleidoscopio) e cubes (cubi).

## Modalità di gioco
Si tratta di un gioco da tavolo a turni per due avversari, controllati da un giocatore e dal computer o da due giocatori. La partita si gioca su una scacchiera 11x11, inizialmente occupata da una sola tessera nella casella centrale. Le tessere sono quadrati suddivisi in quattro spicchi triangolari, ciascuno di uno tra quattro colori possibili, in modo che a ogni lato del quadrato corrisponda un colore. Si può posizionare una nuova tessera solo accanto a una o più tessere già esistenti, e solo se tutti i lati adiacenti a un'altra tessera hanno lo stesso colore dell'altra tessera, in modo simile al domino.
Al proprio turno un giocatore riceve una tessera con colori casuali, che può far ruotare su sé stessa a volontà, e deve piazzarla sulla scacchiera entro un tempo limite. Se si esegue la mossa si ricevono punti in base a quanti lati della tessera combaciano con altre tessere (minimo 5 punti, per un lato solo, fino a 40 per tutti). Se si esaurisce il tempo o si decide di passare subito il turno non si ricevono punti. In ogni caso il turno passa all'avversario con una nuova tessera.
La partita termina quando la scacchiera è piena oppure entrambi i giocatori consecutivamente non riescono a fare alcuna mossa; il vincitore è chi ha accumulato più punti.
Si possono selezionare come opzioni generali tre livelli di difficoltà e il tempo massimo disponibile per ogni mossa.
Oltre alla partita normale c'è la possibilità di giocare in solitario contro il tempo, fare allenamento, o far giocare il computer contro sé stesso. Vengono registrati i record di punteggio e di tempo.
Il programma include un editor di livelli per creare scacchiere salvabili su disco; le scacchiere personalizzate possono avere qualsiasi forma e dimensione, purché stiano all'interno del normale quadrato 11x11 e sia presente la casella centrale.